# Wannegem-Lede
Wannegem-Lede is een deelgemeente van Kruisem, in de Belgische provincie Oost-Vlaanderen. Wannegem-Lede bestaat uit het dorp Wannegem in het westen en het dorp Lede in het oosten. De voorheen afzonderlijke gemeenten werden in 1809 samengevoegd tot Wannegem-Lede. Beide dorpen hebben ook een eigen parochie. Het was een zelfstandige gemeente tot aan de gemeentelijke herindeling van 1977 toen het een deelgemeente werd van Kruishoutem. In 2019 fuseerden Kruishoutem en Zingem tot de nieuwe gemeente Kruisem, waarvan Wannegem-Lede een deelgemeente werd.

## Geschiedenis
Een oude vermelding van Lede gaat terug tot 1038 in het Liber Traditionum van de Sint-Pietersabdij van Gent, als Letha. Dit zou afkomstig zijn van het Germaanse hlipa, wat helling betekent. Wannegem werd in 1186 vermeld als Wenehem, van het Germaanse Wano-ingha-heim, letterlijk woonplaats van de stam van Wano.

## Demografische ontwikkeling
- Bronnen:NIS, Opm:1831 tot en met 1970=volkstellingen; 1976 = inwoneraantal op 31 december

## Bekende inwoners in Wannegem-Lede
- Mgr Henry Gabriëls, geboren in Wannegem-Lede 6 Oktober 1838 ; familie met tien kinderen; professor en rector van St Joseph's Seminary in Troy, New York[2] ; daarna bisschop van Ogdensburg, New York, tot aan zijn dood op 23 April 1921[3]. Stichter van het Sanatorium Gabriels en van het stadje Gabriels, New York[4]. Na de Eerste Wereldoorlog, schonk hij twee brandramen aan de tijdens de oorlog geteisterde Sint-Machutuskerk van Wannegem.
- Albert De Vos, priester-dichter en hij was van 1968 tot 2005 de laatste pastoor van Wannegem.
- Thorgan Hazard, voetballer [5] [6]

## Erfgoed - Bezienswaardigheden
- De dorpskom van Wannegem is beschermd als dorpsgezicht sinds 1984.
- De Sint-Machutuskerk van Wannegem. Na de Eerste Wereldoorlog, schonk Mgr Henry Gabriëls (bisschop van Ogdensburg, New York, maar geboren in Wannegem) twee brandramen aan de tijdens de oorlog geteisterde Sint-Machutuskerk van Wannegem.
- De Sint-Dionysiuskerk of Sint-Denijs kerk van Lede, met zijn beschermd orgel van Louis-Benoît Hooghuys.
- In Lede zijn de pastorie en zijn omgeving beschermd.[7]
- Het kasteel van Wannegem-Lede met de Neerhofmolen ligt halfweg tussen Wannegem en Lede. Het is gebouwd in neoclassicistische Lodewijk XVI-stijl in 1785-1786, door architekt Barnabé Guimard, gekend voor het nieuwe centrum van de overheid in Brussel, met realisaties als het Warandepark, het Koningsplein en het Paleis van de Raad van Brabant (nu Federaal parlement van België). Het kasteel en zijn park zijn beschermd.[8]
- De Schietsjampettermolen, die oorspronkelijk Houtavemolen heette.
- Tussen beide dorpen loopt de Huisepontweg. Dit is een beschermde kasseiweg, waarlangs ook het kasteel gelegen is.
- De Rooigemsebeekvallei is een natuurgebied dat mooie vergezichten toont van deze deelgemeente. Ze doorkruist ook Huise en Mullem.

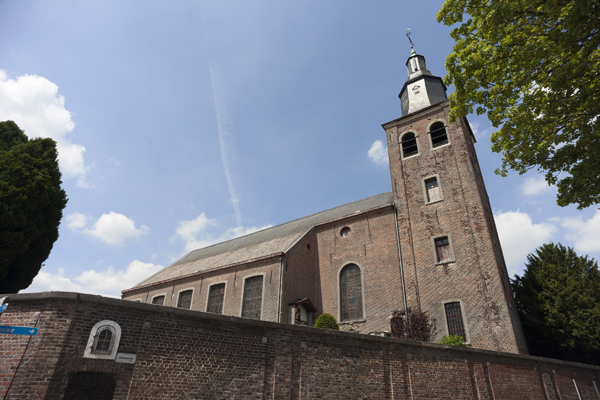
De parochiale Sint-Machutuskerk van Wannegem
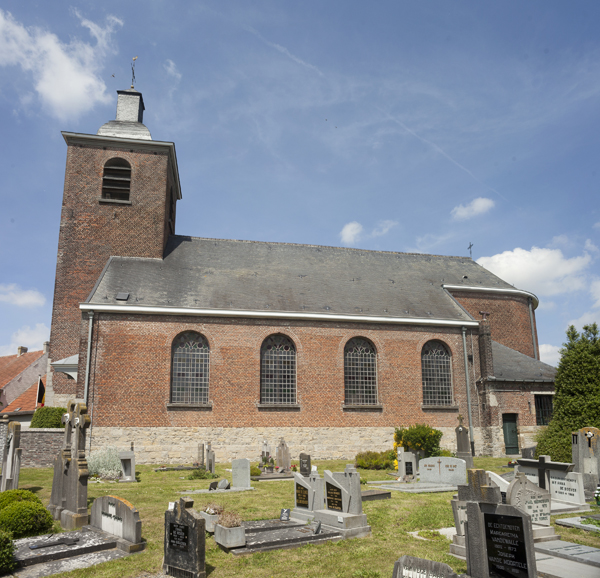
De parochiale Sint-Dionysiuskerk of Sint-Denijskerk van Lede
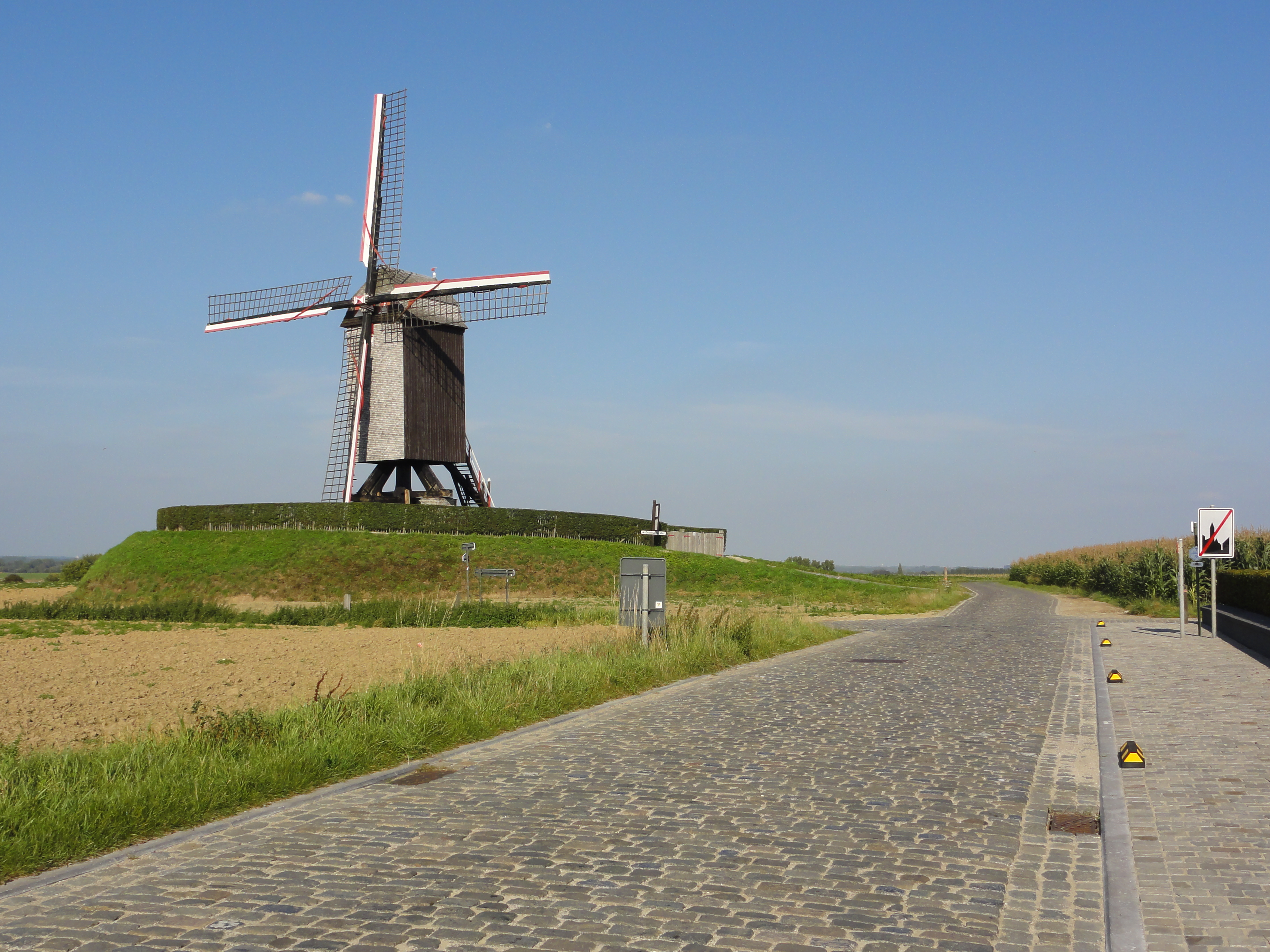
Schietsjampettermolen en Huisepontweg
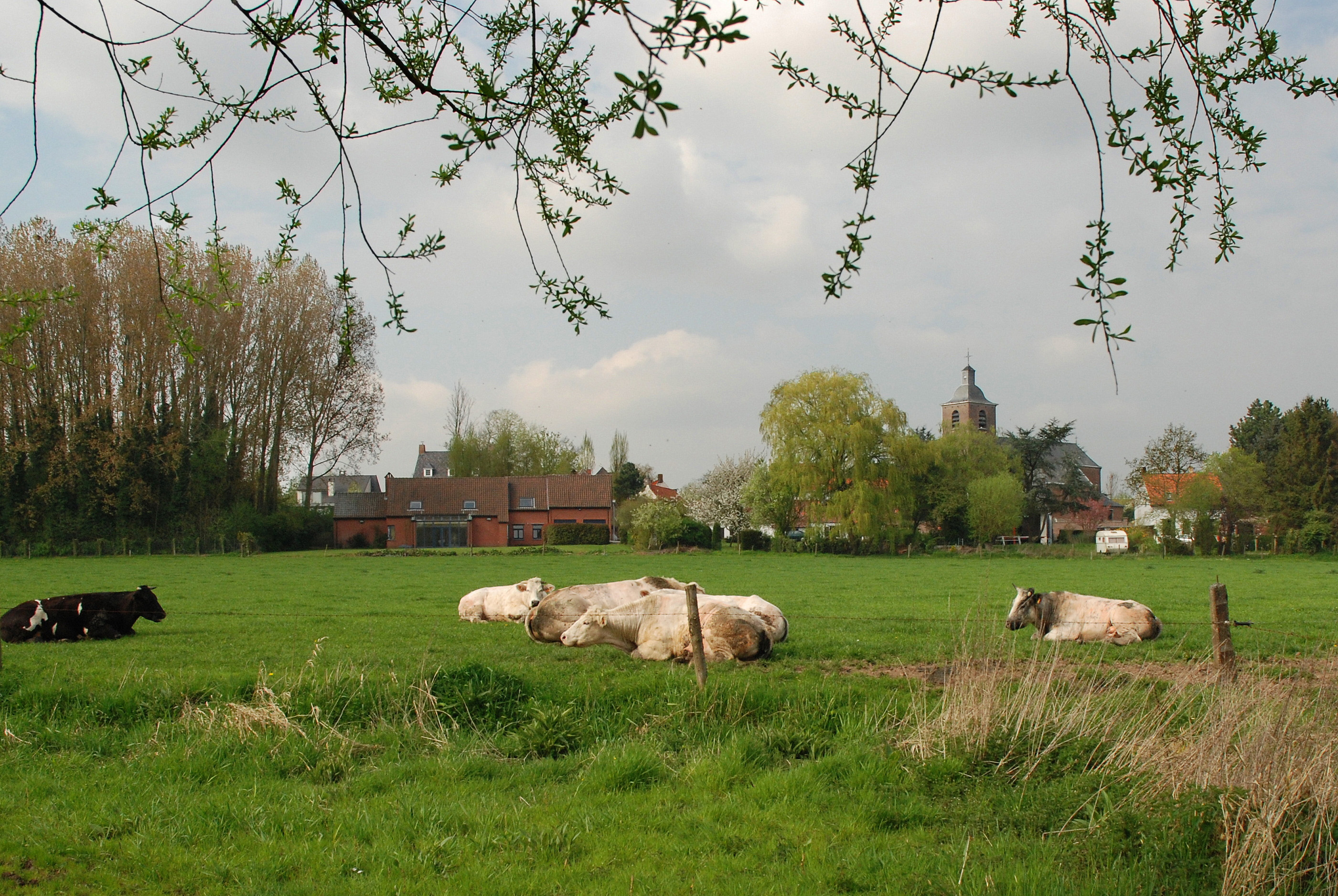
Lede, gezien vanaf het traject van de Rooigemsebeek

Deelgemeenten: Huise · Kruishoutem · Nokere · Ouwegem · Wannegem-Lede · Zingem

Overige plaatsen: Lede · Lozer · Marolle · Wannegem

Belgische gemeenten · Arrondissement Oudenaarde · Oost-Vlaanderen · Vlaanderen